# Divlje Jagode (Album)
Divlje jagode è il primo album in studio della band bosniaca heavy metal e hard rock Divlje Jagode pubblicato nel 1979 dalla casa discografica Jugoton.
Il materiale è composto da nove composizioni e il loro produttore è Vladimir Delać. La musica è composta da Sead Lipovača, mentre i testi sono scritti dal primo cantante della band Anto Janković. L'album contiene diverse ballate che sono ancora popolari oggi, ovvero "Krivo je more", "Mojoj ljubavi" e "Jedina moja". La canzone "Jedina moja" differisce dal singolo già pubblicato, in quanto la sua introduzione e l'assolo di chitarra più lungo sono stati cambiati. Il titolo e l'argomento introduttivo, scritto da Lipovača, iniziano con un forte temporale. "Sto aspettando che tramonti il sole" e "Vodarica" sono state scritte da Marjan Kasaj, e l'album si chiude con la ballata nostalgica "Memories".

## Tracce
1. Divlje jagode
2. Krivo je more
3. Bubi
4. Jedina moja
5. Želim da te imam
6. Mojoj ljubavi
7. Čekam da sunce zađe
8. Vodarica
9. Sjećanja

## Formazione
- Sead Lipovača - chitarra
- Ante Toni Janković - voce
- Adonis Dokuzović - batteria
- Mustafa "Muc" Ismailovski - tastiera
- Nihad Jusufhodžić - basso